# لاسترین ای
لاسترین اِی (به انگلیسی: Lustrin A) یک پروتئین نامحلول است که در تولید یک لایه مادرمرواریدی در نرم‌تنان دوکفه‌ای استفاده می‌شود. این ماده به خواص لایه مادرمرواریدی کمک می‌کند و باعث مقاومت در برابر ترک‌خوردگی و کشش می‌شود. این توسط ساختار آن محقق می‌شود که از بسیاری از واحدهای شبه‌فنر تشکیل شده است که وقتی پوسته تحت فشار کششی باشد می‌تواند گسترش یابد. ساختار آن شبیه ساختار پروتئین‌های دخیل در رسوب سیلیس در دیاتومه‌ها است. از ۱۴۲۸ بقایای اسیدآمینه تشکیل شده است. وزن مولکولی آن ۱۴۲ کیلودالتون تخمین زده شده است. انتهای آن از یک مهارکننده پروتئاز تشکیل شده است که به ماندگاری آن در ماتریس پوسته نرم‌تنان کمک می‌کند.